# فنیگ

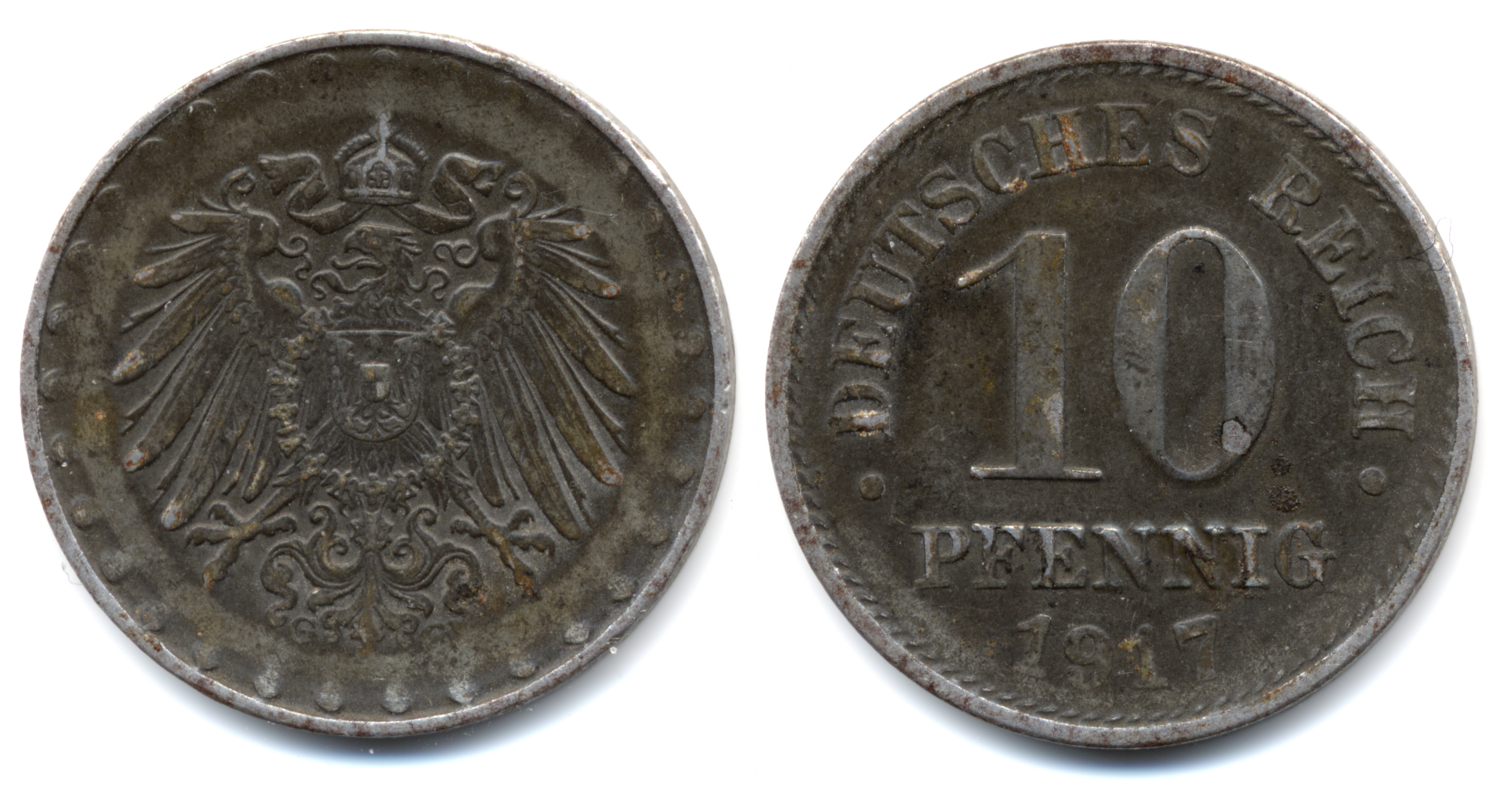
سکه آهن ۱۰ فنیگ ۱۹۱۷ امپراتوری آلمان

فنیگ (آلمانی: [ˈpfɛnɪk] ()؛ نماد Pf. یا ₰) یک یکای پول آلمانی است که از قرن نهم تا زمان معرفی یورو در سال ۲۰۰۲، پول رسمی آلمان بود. در حالی که فنیگ یک سکه با ارزش در طول قرون‌وسطی بود اما ارزش خود را در طول سال‌ها از دست داد. فنیگ یکای خرد مارک در رایش آلمان، آلمان غربی و آلمان شرقی و پس از اتحاد دوباره آلمان، یکای خرد آلمان تا زمان معرفی یورو بود. فینیگ همچنین نام واحد فرعی پاپیرمارک آلمان (۱۹۲۲–۱۹۲۳) و گولدن دانتسیگ (۱۹۳۹–۱۹۲۳) در ایالت آزاد دانتسیگ (گدانسک، لهستان امروزی) بود.